# Pierre Fontanel
Pour les articles homonymes, voir Fontanel.
Pierre Fontanel (né en 1885 en France et mort le 19 septembre 1970 à Saint-Jérôme au Québec) est un écrivain scientifique canadien (québécois). Il a rédigé des ouvrages en minéralogie et géologie appliquées, ainsi que sur la chimie industrielle. Il a aussi publié des articles de vulgarisation dans la revue L'école sociale populaire. 

## Œuvres
- Pierre Fontanel, Minéraux et roches du Canada, Montréal, Imprimerie du Messager, 1924, 430 p. (notice bibliographique)
- Pierre Fontanel, « Le Canada minier », École sociale populaire, Montréal,‎ 1924 (notice bibliographique)
- Pierre Fontanel, Le sol canadien : éléments de géologie appliqués au Canada., Montréal, Imprimerie du Messager, 1925, 396 p. (notice bibliographique)
- Pierre Fontanel, Minéralogie et géologie appliquées au Canada, Montréal, Imprimerie du Messager, 1927, 217 p. (notice bibliographique)
- L'industrie chimique et le Canada
  - Pierre Fontanel, L'industrie chimique et le Canada, vol. 1 : Chimie minérale, Montréal, Librairie Déom, 1929 (notice bibliographique)
  - Pierre Fontanel, L'industrie chimique et le Canada, vol. 2 : Chimie organique, Montréal, Librairie Déom, 1930 (notice bibliographique)
- Pierre Fontanel, A la recherche des metaux rares, Montréal, s. n., 1929 (notice bibliographique)